# Anisopodus callistus
Anisopodus callistus là một loài bọ cánh cứng trong họ Cerambycidae.